# 逢沢明
逢沢 明（あいざわ あきら、1949年3月30日 - ）は、日本の情報学者、パズル作家。本名：稲垣耕作。
専門は知能情報学、情報物理学、情報文明学。国際情報学研究所理事長。工学博士。

## 略歴
大阪府大阪市生まれ。1972年京都大学工学部電子工学科卒、1977年同大学院博士課程中退、京大助手、1982年助教授、2007年京都大学大学院情報学研究科准教授、2013年定年退任、国際情報学研究所理事長となる。1978年工学博士。パターン認識学会論文賞などを受賞。逢沢明名義ではクイズ本を含む多量の著作を書いた。

## 著書

### 稲垣耕作名義
- 『コンピュータ科学の基礎』コロナ社 1996
- 『コンピュータ概説』コロナ社 1997
- 『理工系のコンピュータ基礎学』コロナ社 2006
- 『コンピュータ基礎教程』コロナ社 2006

#### 共著
- 『複雑系を超えて カオス発見から未来へ』上田睆亮、西村和雄、稲垣耕作著 筑摩書房 1999

#### 翻訳
- ラルフ・エイブラハム、ヨシスケ・ウエダ編著『カオスはこうして発見された』稲垣耕作、赤松則男訳 共立出版 2002

### 逢沢明名義
- 『コンピューター社会が崩壊する日 フォン・ノイマンが仕掛けた3つの罠』光文社（カッパ・サイエンス）1990
- 『情報新人類の挑戦 コンピューター社会の成熟へ向けて』光文社（カッパ・サイエンス）1991
- 『転換期の情報社会 産業と文明の未来像』1992 講談社現代新書
- 『大不幸ゲーム ネットワーク社会に潜む真実』光文社（カッパ・サイエンス）1995「「負けるが勝ち」の逆転!ゲーム理論」PHP文庫
- 『ビジネスマンのための大人のクイズ』PHP研究所 1995「論理力が身につく大人のクイズ」PHP文庫
- 『ビジネスマンのための大人のクイズ 2』PHP研究所 1996
- 『ギガソサエティ マルチメディア時代を生きる』ジャストシステム 1996
- 『複雑な、あまりに複雑な 複雑さの科学を解明するカオスvsコンピュータ編』現代書館 1996
- 『ネットワーク思考のすすめ 情報ハイウェイ社会を見通す』1997 PHP新書
- 『複雑系は、いつも複雑 カオスの縁から<複雑適応系>を探検する編』現代書館 1997
- 『ゲーム理論で極める人生の成功法則 「勝ち組」になる戦略的思考法』大和書房 1998
- 『頭がよくなる数学パズル』PHP研究所 2000 のち文庫
- 『頭がよくなる論理パズル』PHP研究所 2001 のち文庫
- 『頭がよくなる図形パズル』PHP研究所 2001 のち文庫
- 『頭がよくなる論理パズル パワーアップ編』PHP研究所 2002 のち文庫
- 『ゲーム理論トレーニング あなたの頭を「勝負頭脳」に切り換える』かんき出版 2003
- 『大人のための問題解決力パズル 成功のツボが見えてくる』PHP研究所 2003
- 『京大式ロジカルシンキング 頭スッキリ!実践論理のスキルアップ』サンマーク出版 2003 のち文庫
- 『「図解」考える力をつけるトレーニングブック「論理性」と「創造性」を伸ばす!』PHP研究所 2004
- 『女と男の「かけひき」ゲーム理論 思い通りに相手を動かすテクニック』PHP研究所 2005
- 『大人のクイズ 頭がミルミルよくなる本! デラックス版』PHP研究所 2005
- 『IQ数学クイズ 天才・秀才にチャレンジ!』PHP研究所 2005「大人のIQクイズ 頭がよくなる!」PHP文庫
- 『とっさの機転 60秒ゲームでひらめき脳を手に入れる』光文社 2006
- 『「数」と「図形」のおもしろクイズ 脳力倍増トレーニング』PHP研究所 2007
- 『結果が出る発想法 アイデアはいかにして生まれるのか』2008 (PHP新書)
- 『実践・論理思考トレーニング 「コミュニケーション力」と「人間力」を強化する』サンマーク出版 2010
- 『会話が面白いほど弾む「クイズの王様」』三笠書房 王様文庫 2012
- 『直観でわかるゲーム理論 勝負頭脳が冴える「シンプルな必勝法」』東洋経済新報社 2012
- 『考える力が身につく!大人のクイズ傑作選』PHP研究所 2013
- 『国債パニック ゲーム理論で破綻時期を警告!』かんき出版 2014
- 『金融パニック 国債破綻後の日本を予測!』かんき出版 2015
- 『戦略思考を磨くゲーム理論トレーニング』かんき出版 2015
- 『21世紀の経済学 失敗史の比較分析に学ぶ』かんき出版 2016
- 『パニック経済 経済政策の詭弁を見破る』2017 平凡社新書

#### 翻訳
- バリー・シスキンド『「できない」が「できる!」に変わる7つの方法』三笠書房 2004